# Soricinis
Els soricinis (Soricini) són una tribu de musaranyes de la subfamília dels soricins. La tribu conté quatre gèneres, dels quals només Sorex encara existeix avui en dia. Dels gèneres extints, Deinsdorfia i Paenesorex visqueren a Europa durant el Pliocè i Petenyia visqué a Europa, Àsia i Nord-amèrica entre el Pliocè i el Plistocè.